# Hiroyuki Fujita
Hiroyuki Fujita (藤田寛之,Fujita Hiroyuki; Fukuoka, 16 juni 1969) is een Japanse golfprofessional.
Fujita won het Kansai Open in 2009 door voor de twee keer tijdens zijn carrière een ronde van 61 te maken, en verbeterde zijn persoonlijke record met een score van 264.

## Gewonnen

### Japanse Challenge Tour
- 1997: Mito Green Open, Twin Fields Cup

### Japanse PGA Tour
- 1997: Suntory Open
- 2001: Sun Chlorella Classic
- 2002: Asia Japan Okinanwa Open
- 2004: Token Homemate Cup
- 2005: Munsingware Open KSB Cup, waarbij een ronde met tien birdies.
- 2008: Pine Valley Bejing Open (telt ook voor de Aziatische Tour}
- 2009: Nagashima Shingeo Invitational Sega Sammy Cup, Kansai Open
- 2010: Tsuruya Open, Golf Nippon Series JT Cup
- 2011: Golf Nippon Series JT Cup
- 2012: Tsuruya Open, Diamond Cup Golf, ANA Open, Golf Nippon Series JT Cup

## Teams
- Dynasty Cup: 2003 (winnaars), 2005 (winnaars)
- World Cup: 2009